# ليز مارشال
ليز مارشال هي مخرجة كندية، ولدت في 1969 في تورونتو في كندا.

## وصلات خارجية
- ليز مارشال على موقع IMDb (الإنجليزية)
- ليز مارشال على موقع قاعدة بيانات الفيلم (الإنجليزية)